# Beast (DevilDriver)
Beast è il quinto album del gruppo groove death metal statunitense DevilDriver pubblicato dalla Roadrunner Records il 22 febbraio 2011. È anche l'ultimo album che vede al basso elettrico Jon Miller, uscito dal gruppo nello stesso anno.

## Tracce
Testi di Dez Fafara, musiche di Mike Spreitzer, Jeff Kendrick, Jon Miller, John Boecklin.
1. Dead to Rights – 4:53
2. Bring the Fight (To the Floor) – 3:33
3. Hardened – 5:46
4. Shitlist – 4:04
5. Talons Out (Teeth Sharpened) – 4:20
6. You Make Me Sick – 5:18
7. Coldblooded – 4:06
8. Blur – 4:58
9. The Blame Game – 4:00
10. Black Soul Choir – 5:07 (David Eugene Edwards, 16 Horsepower)
11. Crowns of Creation – 4:55
12. Lend Myself to the Night – 4:01

Durata totale: 55:01

## Formazione
- Dez Fafara - voce
- Mike Spreitzer - chitarra
- Jeff Kendrick - chitarra
- Jon Miller - basso
- John Boecklin - batteria